# Lijst van Alarmschijven in 1980
Deze hits waren in 1980 Alarmschijf bij Veronica op Hilversum 3:
| Nr. | Datum        | Artiest                                         | Titel                                                 | Hoogste positie in Top 40 |
| --- | ------------ | ----------------------------------------------- | ----------------------------------------------------- | ------------------------- |
| 526 | 5 januari    | The Selecter                                    | On My Radio                                           | 10                        |
| 527 | 12 januari   | André van Duin & Het Nederlands Elftal          | Nederland, die heeft de bal                           | 2                         |
| 528 | 19 januari   | Gibson Brothers                                 | Que sera mi vida (If you should go)                   | 3                         |
| 529 | 26 januari   | Herman Brood & His Wild Romance                 | Hot Shot                                              | 11                        |
| 530 | 2 februari   | Queen                                           | Save Me                                               | 5                         |
| 531 | 9 februari   | Ramones                                         | Rock 'n' Roll High School                             | 8                         |
| 532 | 16 februari  | The Specials                                    | Too Much Too Young                                    | 13                        |
| 533 | 23 februari  | Billy Ocean                                     | Are You Ready                                         | 12                        |
| 534 | 1 maart      | Dionne Warwick                                  | I'll Never Love This Way Again                        | 25                        |
| 535 | 8 maart      | Teri DeSario & KC and The Sunshine Band         | Yes, I'm Ready                                        | 18                        |
| 536 | 15 maart     | The Romantics                                   | What I Like About You                                 | 12                        |
| 537 | 22 maart     | Fern Kinney                                     | Together We Are Beautiful                             | 24                        |
| 538 | 29 maart     | Kayak                                           | Anne                                                  | 26                        |
| 539 | 5 april      | Leon Haywood                                    | Don't Push It Don't Force It                          | 12                        |
| 540 | 12 april     | Genesis                                         | Turn It On Again                                      | 38                        |
| 541 | 19 april     | The Detroit Spinners                            | Working My Way Back to You / Forgive Me Girl (medley) | 2                         |
| 542 | 26 april     | Johnny Logan                                    | What's another year                                   | 3                         |
| 543 | 3 mei        | Grace Slick                                     | Seasons                                               | 12                        |
| 544 | 10 mei       | Demis Roussos & Florence Warner                 | Lost in Love                                          | 2                         |
| 545 | 17 mei       | Bonnie St. Claire                               | Pierrot                                               | 5                         |
| 546 | 24 mei       | Albert West                                     | Cars and Cadillacs                                    | 23                        |
| 547 | 31 mei       | Luv'                                            | One More Little Kissie                                | 9                         |
| 548 | 7 juni       | Maywood                                         | Late at night                                         | 1(3wk)                    |
| 549 | 14 juni      | Olivia Newton-John & Electric Light Orchestra   | Xanadu                                                | 1(3wk)                    |
| 550 | 21 juni      | Matchbox                                        | Midnite Dynamos                                       | 3                         |
| 551 | 28 juni      | Rolling Stones                                  | Emotional Rescue                                      | 8                         |
| 552 | 5 juli       | Sweet People                                    | Et Les Oiseaux Chantaient                             | 10                        |
| 553 | 12 juli      | Raymond van het Groenewoud & De Centimeters     | J'veux de l'amour                                     | 18                        |
| 554 | 19 juli      | Diana Ross                                      | Upside Down                                           | 2                         |
| 555 | 26 juli      | ABBA                                            | The Winner Takes It All                               | 1(6wk)                    |
| 556 | 2 augustus   | Ottawan                                         | D.I.S.C.O.                                            | 3                         |
| 557 | 9 augustus   | Dolly Dots                                      | Hela Di Ladi Lo                                       | 6                         |
| 558 | 16 augustus  | Electric Light Orchestra                        | All Over the World                                    | 11                        |
| 559 | 23 augustus  | Cliff Richard                                   | Dreamin'                                              | 12                        |
| 560 | 30 augustus  | Queen                                           | Another One Bites the Dust                            | 14                        |
| 561 | 6 september  | Olivia Newton-John                              | Magic                                                 | 12                        |
| 562 | 13 september | Donna Summer                                    | The Wanderer                                          | 26                        |
| 563 | 20 september | The Police                                      | Don't Stand So Close to Me                            | 3                         |
| 564 | 27 september | Status Quo                                      | What You're Proposing                                 | 7                         |
| 565 | 4 oktober    | Diana Ross                                      | My Old Piano                                          | 2                         |
| 566 | 11 oktober   | The Jacksons                                    | Lovely One                                            | 13                        |
| 567 | 18 oktober   | Stephanie Mills                                 | Never knew love like this before                      | 1(1wk)                    |
| 568 | 25 oktober   | Blondie                                         | The Tide Is High                                      | 4                         |
| 569 | 1 november   | Eddie Rabbitt                                   | Drivin' My Life Away                                  | 27                        |
| 570 | 8 november   | Luv'                                            | My Number One                                         | 5                         |
| 571 | 15 november  | Children of the World, Ellen Foley & Jimmy Hall | The Time Is Now                                       | 19                        |
| 572 | 22 november  | The Kinks                                       | Lola (Live)                                           | 1(4wk)                    |
| 573 | 29 november  | André Hazes                                     | Het is koud zonder jou                                | 20                        |
| 574 | 6 december   | The Police                                      | De Do Do Do, De Da Da Da                              | 11                        |
| 575 | 13 december  | Eddy Grant                                      | Do You Feel My Love                                   | 12                        |
| 576 | 20 december  | John Lennon, Yoko Ono & Plastic Ono Band        | Happy Xmas (War is over)                              | 6                         |
| -   | 27 december  | geen Alarmschijf                                | geen Alarmschijf                                      | geen Alarmschijf          |

1969 ·
1970 ·
1971 ·
1972 ·
1973 ·
1974 ·
1975 ·
1976 ·
1977 ·
1978 ·
1979 ·
1980 ·
1981 ·
1982 ·
1983 ·
1984 ·
1985 ·
1986 ·
1987 ·
1988 ·
1989 · 
1990 · 
1991 · 
1992 · 
1993 · 
1994 · 
1995 · 
1996 · 
1997 · 
1998 · 
1999 · 
2000 · 
2001 · 
2002 · 
2003 · 
2004 · 
2005 · 
2006 · 
2007 · 
2008 · 
2009 ·
2010 ·
2011 ·
2012 ·
2013 ·
2014 ·
2015 ·
2016 ·
2017 ·
2018 ·
2019 ·
2020 ·
2021 ·
2022 ·
2023 ·
2024 ·
2025